# Anansus
Anansus es un género de arañas de la familia Pholcidae, orden Araneae. Fue descrito por Bernhard A. Huber en 2007.

## Especies
- Anansus aowin Huber, 2007
- Anansus atewa Huber & Kwapong, 2013
- Anansus debakkeri Huber, 2007
- Anansus ewe Huber, 2007
- Anansus kamwai Huber, 2014